# أبو الحسين الصالحي
أبو الحسين محمد بن مسلم الصالحي المتكلم المرجئ، من أهل البصرة محافظة من محافظات العراق، أحد المتكلمين على مذهب الإرجاء، ورد بغداد، واجتمع إليه المتكلمون وأخذوا عنه، وله مصنفات.

## مؤلفاته
- كتاب الإدراك الأول
- كتاب الإدراك الثاني.[4]